# Vlagyivosztok
Vlagyivosztok (oroszul: Владивосток) a Tengermelléki határterület székhelye, az orosz Távol-Kelet politikai, gazdasági, kereskedelmi és közlekedési központja. A város neve beszédes név, az orosz gyarmatosítás sikereire utal, jelentése urald a Keletet.

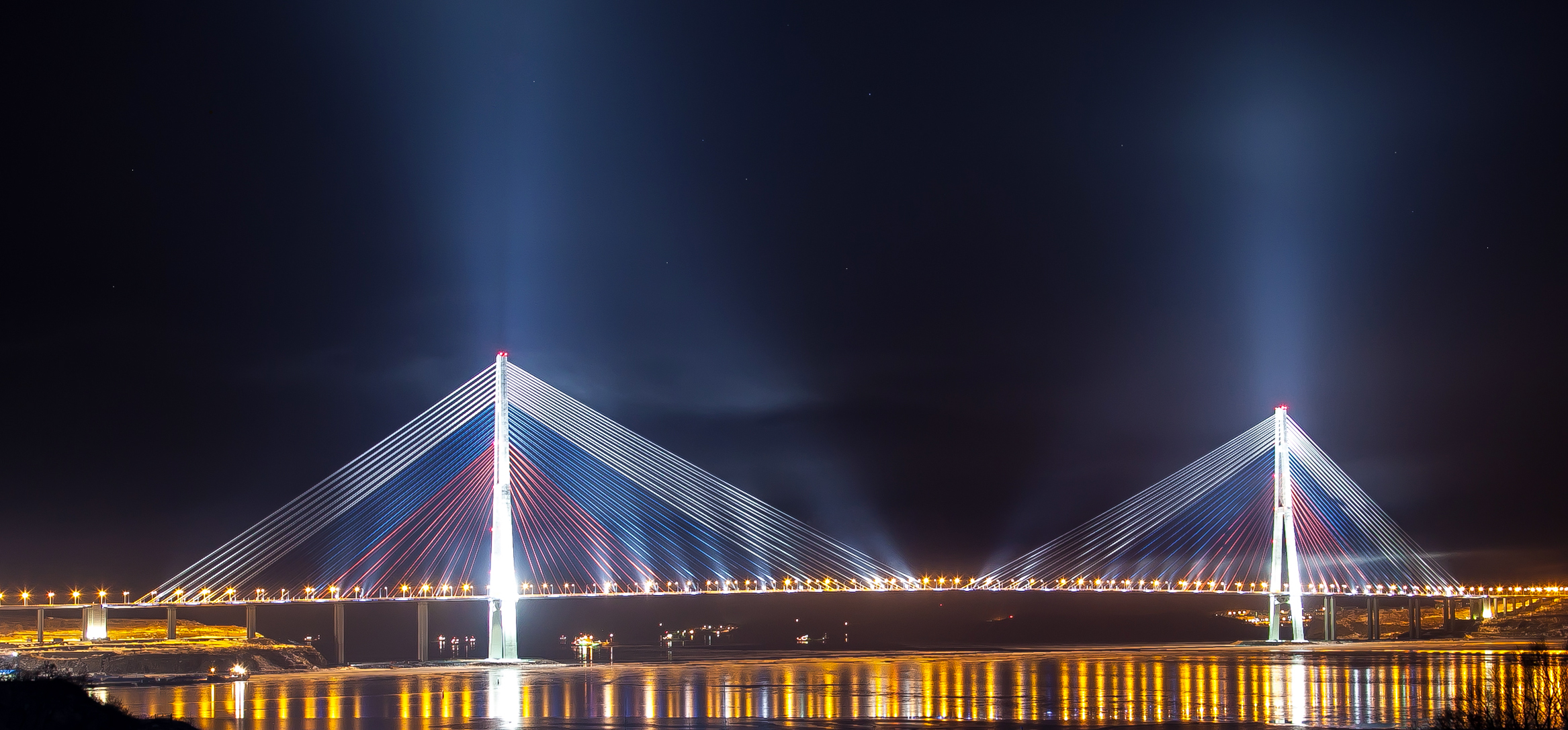
222px]Az Orosz Híd

## Éghajlata
| Hónap                         | Jan.  | Feb.  | Már.  | Ápr. | Máj. | Jún. | Júl. | Aug. | Szep. | Okt. | Nov.  | Dec.  | Év    |
| ----------------------------- | ----- | ----- | ----- | ---- | ---- | ---- | ---- | ---- | ----- | ---- | ----- | ----- | ----- |
| Rekord max. hőmérséklet (°C)  | 5,0   | 9,9   | 15,5  | 24,1 | 29,5 | 31,8 | 33,6 | 32,6 | 30,0  | 23,4 | 17,5  | 9,4   | 33,6  |
| Átlagos max. hőmérséklet (°C) | −8,1  | −4,2  | 2,2   | 9,9  | 14,8 | 17,8 | 21,1 | 23,2 | 19,8  | 12,9 | 3,1   | −5,1  | 9,0   |
| Átlaghőmérséklet (°C)         | −12,3 | −8,4  | −1,9  | 5,1  | 9,8  | 13,6 | 17,6 | 19,8 | 16,0  | 8,9  | −0,9  | −9,1  | 4,9   |
| Átlagos min. hőmérséklet (°C) | −15,4 | −11,6 | −4,9  | 2,0  | 6,7  | 11,1 | 15,6 | 17,7 | 13,1  | 5,9  | −3,8  | −11,9 | 2,1   |
| Rekord min. hőmérséklet (°C)  | −31,4 | −28,9 | −21,3 | −8,1 | −0,8 | 3,7  | 8,7  | 10,1 | 1,3   | −9,7 | −20,0 | −28,1 | −31,4 |
| Átl. csapadékmennyiség (mm)   | 14    | 15    | 27    | 48   | 81   | 110  | 164  | 156  | 119   | 59   | 29    | 18    | 840   |
| Havi napsütéses órák száma    | 178   | 184   | 216   | 192  | 199  | 130  | 122  | 149  | 197   | 205  | 168   | 156   | 2096  |
| Forrás: Pogoda.ru.net         |       |       |       |      |      |      |      |      |       |      |       |       |       |

## Általános információ
Területe 561 km². Lakossága: 587 ezer fő (2005); 592 034 fő (a 2010. évi népszámláláskor).
Jelentős kikötőváros a Nagy Péter-öböl és a Zolotoj Rog (Aranyszarv)-öböl partján, a Transzszibériai vasútvonal végállomása. Közigazgatásilag járási jogú város, amely öt kerületre (rajon) oszlik:
- Leninszkij (148,7 ezer lakos)
- Pervomajszkij (153,2 ezer lakos)
- Pervorecsenszkij (135,3 ezer lakos)
- Szovjetszkij (92 ezer lakos)
- Frunzenszkij (57,6 ezer lakos)

## Történelmi áttekintés
Területe 1858-ban került orosz fennhatóság alá az aiguni szerződéssel. 1859-ben Kelet-Szibéria főkormányzója, Nyikolaj Muravjov-Amurszkij utazott erre, ő nevezte el az öblöt (a konstantinápolyi Aranyszarv-öböl után), és ő rendelkezett egy katonai őrhely alapításáról.  Ezt 1860-ban hozták létre és Vlagyivosztoknak nevezték el (a név jelentése: urald a Keletet, hasonló módon kapta nevét Vlagyikavkaz is). 1862-ben a telepet szabadkikötővé nyilvánították. 1871-ben ide helyezték át a szibériai hadiflottát, és még ebben az évben lefektették a Sanghajjal és Nagaszakival kapcsolatot teremtő tenger alatti távíróvezetéket. 1879-től rendszeres gőzhajójáratok kötik össze Odesszával és Szentpétervárral. 1880-ban nyilvánították várossá. 1897-től vasútvonal köti össze Habarovszkkal, 1903-tól pedig Moszkvával (ekkor készült el a Transzszibériai vasútvonal). Az 1905-ös forradalom után sokáig munkásmegmozdulások színhelye, melyekben a Csendes-óceáni flotta matrózai is részt vettek.
Az oroszországi polgárháború során számos alkalommal cserélt gazdát. 1918 áprilisában az antant intervenciósai szálltak itt partra, majd 1921 májusától 1922. október 25-éig japán megszállás alatt volt. 1938 óta a Tengermelléki határterület központja.
A második világháború után stratégiai jelentősége megnőtt, hamarosan az egyik legnagyobb orosz hadikikötőt alakították itt ki, ezért 1958-1992 között a külföldiek számára zárt város volt. 1974 novemberében itt tartották a Brezsnyev–Ford csúcstalálkozót. Lakossága gyorsan növekedett, húsz év alatt megduplázódott (1956 és 1976 között 265 ezerről 521 ezerre nőtt). 1992-ben 648 ezer lakosa volt, lakossága azóta folyamatosan csökken a hivatalos adatok szerint, bár jelentős az illegálisan a városban tartózkodó kínaiak száma.

## Gazdaság
Vlagyivosztok a Távol-Kelet jelentős ipari központja, a rendszerváltás óta az Oroszországba érkező távol-keleti tőke jelentős részét itt fektetik be. Legjelentősebb iparága a hajógyártás.  Az 1885-ben alapított Dalzavod hajógyár egyben hajójavítással is foglalkozik, itt tartják karban az orosz Csendes-óceáni flottát. Az élelmiszeripart elsősorban a hal és egyéb tengeri állatok feldolgozása (Dalriba), a konzervipar képviseli, de hús- és malomipara szintén számottevő. Jelen van a szerszámgép-, szivattyú-, bányagép- és rádiógyártás. Kikötője főként a Japánból érkező importot (elektronikai cikkek, gépjárművek) fogadja, és nyersolajat, szenet, gabonát exportál. Az Amuri-öböl partvidéke jelentős üdülőövezet (sós tengervíz, gyógyiszap), szanatóriumok egész sorával.

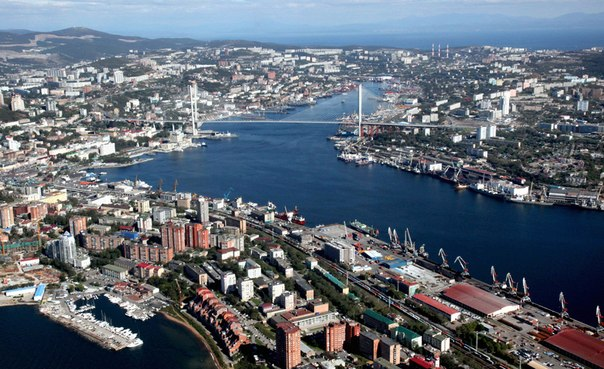
Vlagyivosztok

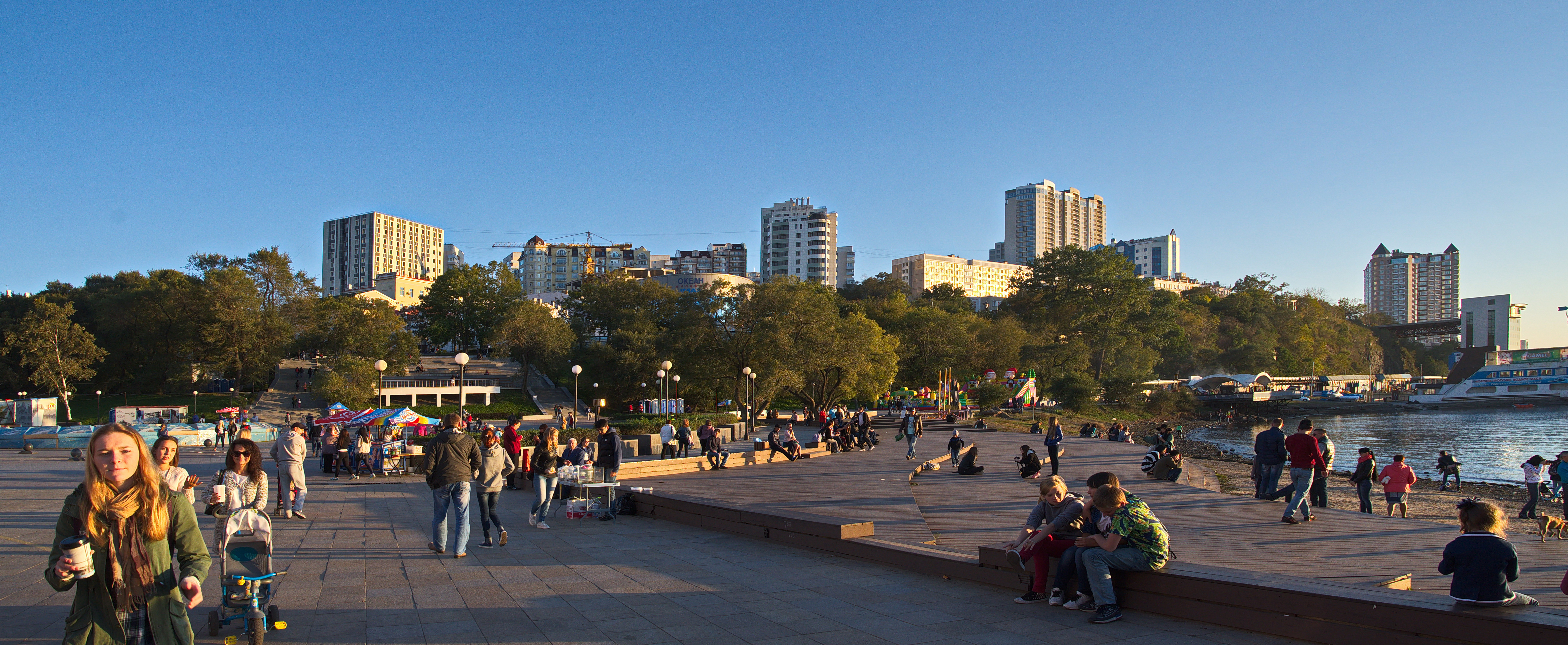
Városkép

## Közlekedés
A városnak nagy katonai és polgári kikötője van. A várostól 40 km-re északra található a Vlagyivosztoki nemzetközi repülőtér. A nagyobb városokkal vasút köti össze. Itt van a Transzszibériai vasútvonal végállomása.

## Oktatás
A Távol-keleti Állami Egyetem (Дальневосточный государственный университет)  Archiválva 2006. október 4-i dátummal a Wayback Machine-ben 1899-ben létesült, majd miután a harmincas években megszüntették, 1956-ban nyílt meg újra. Ez az egyetem a Bajkál-tótól a Csendes-óceánig elterülő hatalmas terület egyetlen klasszikus tudományegyeteme. A hallgatók száma húszezer körül van.
További 5 egyetem található még a városban (műszaki, tengerészeti, orvosi, két gazdasági). A város az orosz oceanográfia egyik központja, jelentős óceánkutatási bázissal.

## Híres vlagyivosztokiak
- Pjotr Budberg (1903–1972) nyelvész
- Vlagyimir Arszenyjev (1872–1930) felfedező
- Yul Brynner (1920–1985) színész
- Igor Kunyicin teniszező
- Natalja Pogonyina sakkozó
- Igor Tamm (1895–1971) Nobel-díjas fizikus

## Testvérvárosok
| - San Diego (Kalifornia, USA) - Tacoma (Washington, USA) - Puszan (Dél-Korea) - Dalian (Liaoning, Kína) |  | - Niigata (Japán) - Akita (Japán) - Hakodate (Hokkaidó, Japán) |